# Onbevlekt Hart van Mariakerk (Weert)
De Onbevlekt Hart van Mariakerk (ook: Fatimakerk of Onze Lieve Vrouw van Fatimakerk) is een kerkgebouw te Weert, gelegen aan de Coenraad Abelsstraat 31a.

## Geschiedenis
De parochie, gewijd aan Onze-Lieve-Vrouw Onbevlekt Ontvangen, werd opgericht in 1948. Omstreeks deze tijd ontstond de arbeiderswijk Molenveld, nu Fatima genaamd. In 1949 werd een noodkerk in gebruik genomen, die dienstdeed tot 1955, waarna ze een sociale functie kreeg (trefcentrum voor bejaarden, scouting...).
In 1955 kwam de definitieve kerk gereed die ontworpen werd door Pierre Weegels. Het is een waaiervormige bakstenen kerk, met eveneens ruim gebruik van beton, die aansluit bij een rond koor en in een gematigd moderne stijl is gebouwd, die kenmerkend is voor de wederopbouwarchitectuur.
Vanwege teruglopend kerkbezoek werd de kerk in 2011 onttrokken aan de eredienst. In 2014 werd een nieuwe bestemming gevonden: Als Fatimahuis kreeg het gebouw een sociaal-cultureel doel. De kerk werd opgeknapt en het interieur, en met name ook de kunstwerken, bleven gehandhaafd.

## Gebouw
Het ingangsportaal kenmerkt zich door een betonnen luifel, waarboven zich een reeks hoge rondbogen bevindt. Twee zijingangen geven toegang tot de doopkapel en de devotiekapel. Boven het koor bevindt zich een ronde klokkentoren die geflankeerd wordt door een eveneens ronde traptoren. De toren heeft een eveneens ronde, open betonnen lantaarn waarin de klokken hangen en daarbovenop een koperen bol met spits.
Het waaiervormige schip wordt afgescheiden van het koor door een triomfboog in schoon metselwerk. Het koor is voorzien van een mozaïek, in 1965 vervaardigd door Hugo Brouwer en bestaande uit 350.000 stukjes marmer. Met een oppervlakte van 255 m2 zou het om het grootste mozaïek van Nederland gaan. Het mozaïek is in 2015 en 2016 geresteureerd. Glas-in-loodramen werden vervaardigd door Charles Eyck. Het was een schenking van de Weerter industrieel Smeets, die in Weert een grote offsetdrukkerij bezat.